# Ryuji Tabuchi
Ryuji Tabuchi (født 16. februar 1973) er en tidligere japansk fodboldspiller.
Han har spillet for flere forskellige klubber i sin karriere, herunder Otsuka Pharmaceutical og Consadole Sapporo.